# Estación de Torre del Bierzo
Torre del Bierzo es una estación ferroviaria situada en el municipio español de Torre del Bierzo en la provincia de León, comunidad autónoma de Castilla y León. Dispone de servicios de Larga y Media Distancia operados por Renfe.

## Situación ferroviaria
La estación se encuentra en el punto kilométrico 223,327 de la línea férrea de ancho ibérico que une León con La Coruña a 731 metros de altitud, entre las estaciones de La Granja y Bembibre. El tramo es de vía única y está electrificado.

## Historia
La estación fue abierta al tráfico el 4 de febrero de 1882 con la puesta en marcha del tramo Ponferrada-Brañuelas de la línea que pretendía unir Palencia con La Coruña. Los casi catorce años que separan la apertura de este tramo del anterior entre Brañuelas y Astorga dejan patente las dificultades encontradas para dar con un trazado cuyo desnivel fuera asumible por las locomotoras de la época. Las obras corrieron a cargo de la Compañía de los Ferrocarriles de Asturias, Galicia y León o AGL creada para continuar con los proyectos iniciados por la Compañía del Ferrocarril del Noroeste de España y gestionar sus líneas. En 1885, la mala situación financiera de AGL tuvo como consecuencia su absorción por parte de Norte. En 1941, la nacionalización del ferrocarril en España supuso la desaparición de esta última y su integración en la recién creada RENFE. 
El 3 de enero de 1944 fue escenario del mayor accidente ferroviario de la historia de España causado por un fallo en el sistema de frenado de la locomotora que arrastraba el Correo-Expreso n.º 421 Madrid-La Coruña. Sin frenos y lanzado a gran velocidad en una zona con elevado desnivel el convoy acabó impactando con otra locomotora que realizaba maniobras dentro del túnel número 20 (suprimido posteriormente). La tragedia se saldó oficialmente con 83 muertos y 64 heridos aunque investigaciones posteriores hablan de una balance mucho mayor, con cifras que rondan entre 200 y 500 muertos.
Desde el 31 de diciembre de 2004 Renfe Operadora explota la línea mientras que Adif es la titular de las instalaciones ferroviarias.

## La estación
Si bien conserva su antiguo edificio para viajeros de base rectangular, dos alturas y disposición lateral a las vías este fue sustituido por una estructura mucho más pequeña y moderna que cumple principalmente funciones de refugio. Dispone de dos andenes, uno lateral y otro central al que acceden tres vías.

## Servicios ferroviarios

### Larga Distancia
Torre del Bierzo dispone de servicios de Larga Distancia que la conectan con Ponferrada y Madrid-Chamartín-Clara Campoamor, operados como trenes Intercity.

### Media Distancia
Los servicios de Media Distancia de Renfe que tienen parada en la estación enlazan Brañuelas con las ciudades de León y Ponferrada